# معین عباسیان
معین عباسیان (زاده ۲۷ مرداد ۱۳۶۸ در مشهد) یک بازیکن فوتبال اهل ایران است که در پست وینگر چپ برای باشگاه فوتبال پیکان در لیگ برتر خلیج فارس بازی می‌کند.